# 헌법연구관 인사위원회
헌법연구관 인사위원회는 헌법연구관의 인사에 관한 중요사항을 심의하기 위하여 심의하기 위하여 설치된 대한민국 헌법재판소 소속 위원회이다.

## 설치 근거
- 헌법재판소법 제17조 제9항
  - 헌법연구관 인사 규칙(이하 '규칙')

## 구성
- 규칙 제5조 제1항에 따라, 위원회는 위원장 1명을 포함하며 총 7명의 위원으로 구성한다.
- 규칙 제5조 제3항에 따라 위원장은 재판관인 위원 중에서 헌법재판소장이 임명하고, 규칙 제5조 제6항에 따라 위원의 임기는 1년으로 하며 연임할 수 있다.
- 규칙 제5조 제2항에 따라 위원은 다음과 같은 사람을 헌법재판소장이 위촉 또는 임명한다.
  - 재판관 3명
  - 사무처장ㆍ사무차장ㆍ헌법재판연구원장ㆍ헌법연구관 중 3명
  - 법학교수ㆍ변호사 중 1명

## 같이 보기
- 대한민국 헌법재판소
- 헌법연구관